# 朗根 (下莱茵省)
朗根（法語：Rangen，发音：[ʁaŋgən] 或 [ʁaŋən]）是法国下莱茵省的一个市镇，属于莫尔赛姆区和萨韦尔讷县（Saverne）。该市镇总面积1.65平方公里，2009年时的人口为185人。

## 人口
朗根人口变化图示